# Малый Наньях
Ма́лый Наньях — река в Александровском районе Томской области России. Устье реки находится в 51 км по правому берегу реки Наньях. Длина реки составляет 14 км. Берёт начало в болоте Островистом.
Соединяясь со Средним Наньяхом, образует реку Наньях.

## Данные водного реестра
По данным государственного водного реестра России относится к Верхнеобскому бассейновому округу, водохозяйственный участок реки — Обь от впадения реки Васюган до впадения реки Вах, речной подбассейн реки — Васюган. Речной бассейн реки — (Верхняя) Обь до впадения Иртыша.